# Автомагистрала А14 (Италия)
Автомагистрала А14 на Република Италия (на италиански: Autostrada A14 или Autostrada Adriatica) е транспортен коридор, който свързва Болоня с Таранто. През по-голямата си част, пътят следва панорамно Адриатическо море, от където произлиза и името му. Магистралата има над 40 г. възраст, като е завършена през 1965 г. Преминава през градовете Римини, Анкона и Бари, както и през регионите Емилия-Романя, Марке, Абруцо, Молизе и Апулия.
От Бари магистралата прави връзка с паневропейски транспортен коридор 8.